# モーリス・アブラヴァネル
モーリス・アブラヴァネル（Maurice Abravanel, 1903年1月6日 - 1993年9月22日）は、オスマン帝国出身のユダヤ系スイス人指揮者。アメリカ合衆国、とりわけユタ州と縁が深かった。

## 生涯

### 出生
当時オスマン帝国領だったサロニキ（テッサロニキ）生まれ。著名なセファルディ系の家系に生まれる。アブラヴァネル家の祖先は、1492年のレコンキスタによりイベリア半島を逃れて、1517年にトラキア地方に移住したユダヤ系の家系（アブラバネル Abravanel）。
両親はともにサロニキ出身だが、1909年にスイスのローザンヌに移住し、父エドゥアール（Edouard d'Abravanel）は薬剤師として成功した。当時アブラヴァネル家は、数年間エルネスト・アンセルメと同じ住宅に住んでおり、アブラヴァネル少年はアンセルメと連弾しながら作曲を始め、ミヨーやストラヴィンスキーのような作曲家の面識を得た。次第に音楽にのめりこんで、音楽家になりたいと自覚。ローザンヌの市立劇場でコレペティトールとなり、日刊紙に音楽評論を寄稿するようになる。

### 指揮者への道
父エドゥアールに医師になるよう説得され、アブラヴァネルはチューリヒ大学に進学するが、解剖学になじめず、実家に「医者になるぐらいなら、オーケストラの予備の打楽器奏者になっているほうがましです」と書き送ると、父親も折れた。
1922年、ワイマール共和国が不況に陥っているさなかに、ベルリンに留学。経済的困難にもかかわらず、ベルリンは3つの歌劇場（ベルリン国立歌劇場、ベルリン市立歌劇場、クロル歌劇場）を支援しており、この時期フルトヴェングラーやワルター、R・シュトラウス、クレンペラーの指揮により、ベルリンのそれぞれの歌劇場では連日連夜の公演が行われていた。
アブラヴァネルはヴァイルに入門、当時のヴァイルは家計を支えるために、46人に上る門弟を抱えていた。1年後、アブラヴァネルは、弱冠20歳でノイシュトレリッツの歌劇場にコレペティトールの職を得る。当時この職は、指揮者になるにはうってつけだった。リハーサルを行ない、歌手を指導し、歌劇場の雑務をこなすかたわら、指揮者が急に指揮できなくなったときは、代役をつとめるのが常だったからである。
1924年にノイシュトレリッツの歌劇場が全焼、4人の常任指揮者が他所に地位を得る中、アブラヴァネルは歌劇場の楽団員に、城館で演奏を指揮する気はないかと打診され、リハーサルなしの演奏を2度引き受けて、いくらかの報酬を得た。
1925年にザクセン州ツヴィッカウに合唱指揮者の職を得、2年間をオペレッタを指揮して同地に過ごす。ツヴィッカウでの成功を受けて、アルテンブルクの歌劇場に、常勤指揮者として、より有利な地位を与えられる。同地のオーディションで、著名なソプラノ歌手ヘドヴィヒ・シャーコの娘フリーデルと出会い、後に結婚（フリーデルはカトリックに改宗して、洗礼名マリーを名乗るようになった）。
アルテンブルクで2年間を過ごした後、カッセル歌劇場の首席指揮者の地位を得る。1931年には、ベルリン国立歌劇場にてヴェルディの『運命の力』を指揮、感銘を受けた楽団員はアブラヴァネルの力量を称賛し、アブラヴァネルを客演指揮者として呼び戻すことを決定する。この時まだ27歳に過ぎなかった。

### 亡命生活
ヒトラーによる権力掌握にともない、著名なユダヤ人芸術家がドイツから出国を余儀なくされる中、アブラヴァネルはヴァイルにしたがって1933年にパリに亡命した。同地ではワルターに師事。ワルターはマーラーの門人・親友で、その作品の権威であった。ワルターによりパリ・オペラ座の客演指揮者に推薦され、モーツァルトの『ドン・ジョヴァンニ』を上演した。モントゥーが常任指揮者を務めるパリ交響楽団にも客演している。パリではジョージ・バランシンと出会い、そのバレエ団で指揮しただけでなく、恩人ヴァイルの作品をパリに紹介した。
1933年にフランスでの反ユダヤ主義が耐えがたくなってヴァイルがニューヨークに向かうと、間もなく1934年にアブラヴァネルはオーストラリアに脱出する。かねてよりメルボルンとシドニーの歌劇場から、指揮の打診を受けていたためである。6週間の航行の後にオーストラリアに到着すると、「ヨーロッパの大指揮者」と呼ばれて歓迎された。まだ31歳になったばかりだった。
メルボルンでは13週の、シドニーでは2ヶ月のシーズンをこなす。どちらの都市でも、ヴェルディの『アイーダ』のほか、ワーグナーやビゼー、プッチーニなど、より広い、バランスのとれたレパートリーを指揮している。

### アメリカでの活躍
1936年の春、メトロポリタン歌劇場からドイツ・オペラとフランス・オペラの指揮をするように求められ、3年間の契約を結びニューヨークに渡る。同地では、ブロードウェイのヴァイルのミュージカルも指揮した。
自分が常勤できるようなオーケストラが必要であると痛感、招かれてユタ州のユタ交響楽団に赴く。非常勤の楽団員からなる地方オーケストラを根気強く指導し、名実ともに一流に育て上げ、ヴァンガードやヴォックス、エンジェル、CBSなどのレコード会社と録音の契約を結んだ。次に、ユタ交響楽団の活動拠点を求めて陳情を行い、コンサート・ホールの設立まで漕ぎ着けたが、その夢がかなったのはアブラヴァネルの引退後のことだった。現在そのシンフォニー・ホールは、彼の功労を称えてアブラヴァネル・ホールに改称されている。
アブラヴァネルは、カリフォルニア州サンタバーバラの西部音楽アカデミーの、若い演奏家を集めた夏期講習会においても指揮を行なった。タングルウッド音楽祭にも指揮し、同音楽祭の終身アーティスト・イン・レジデンスに任命された。
90歳でソルトレイクシティにて他界した。

## 主要な業績
アブラヴァネルの有名な録音としては、マーラーの交響曲全集やチャイコフスキーの交響曲全集、ヴォーン・ウィリアムズの宗教曲、ベルリオーズのレクイエム、サティやオネゲル、ヴァレーズの管弦楽曲などが挙げられる。スコアに対する深い洞察力から、長大・難解な作品においても、聞きどころ・聞かせどころをよく心得て、作品や作曲家の本質的特徴を明快に描き出す指揮者であった。ルロイ・アンダーソンのような、いわゆるライト・クラシックも得意とした。